# 171171 Prior
171171 Prior è un asteroide della fascia principale. Scoperto nel 2005, presenta un'orbita caratterizzata da un semiasse maggiore pari a 2,6185889 UA e da un'eccentricità di 0,1995616, inclinata di 11,12973° rispetto all'eclittica.